# Campodorus mixtus
Campodorus mixtus là một loài tò vò trong họ Ichneumonidae.